# Lamiomimus gottschei
Lamiomimus gottschei is een keversoort uit de familie boktorren (Cerambycidae). De wetenschappelijke naam van de soort is voor het eerst geldig gepubliceerd in 1886 door Kolbe.